# Bataille du Mesnil-Patry
Vous pouvez partager vos connaissances en l’améliorant (comment ?) selon les recommandations des projets correspondants.
Seconde Guerre mondiale
Batailles
Opérations de débarquement (Neptune)
- Tonga (Deadstick, Batterie de Merville)
- Albany (Chicago, Manoir de Brécourt)
- Boston (Detroit)
- Utah Beach
- Omaha Beach (Pointe du Hoc)
- Gold Beach
- Juno Beach
- Sword Beach

Secteur anglo-canadien
- Caen
- Authie
- Perch (Villers-Bocage)
- Putot
- Bretteville-l'Orgueilleuse
- Norrey
- Mesnil-Patry
- Martlet
- Epsom
- Windsor
- Charnwood
- Jupiter
- Atlantic
- Goodwood
- Crête de Verrières
- Spring
- Bluecoat
- Totalize
- Tractable

Secteur américain
- Carentan
- Cotentin
- Cherbourg (Bombardement)
- Bataille des Haies (Elle, Saint-Lô, La Haye-du-Puits)
- Cobra
- Mortain

Fin de la bataille de Normandie et libération de l'Ouest
- Rennes
- Saint-Malo
- Brest
- Poche de Falaise
- Chambois
- Paris

Mémoire et commémorations
- Cimetières militaires de la bataille de Normandie
- Commémorations du 70e anniversaire
- Projet UNESCO de classement des plages

La bataille du Mesnil-Patry est la dernière opération importante menée par les forces terrestres canadiennes en Normandie au cours du mois de juin 1944. 

## Déroulement de la bataille
Les Queen's Own Rifles of Canada, appuyés par le 6e régiment blindé du Canada (1st Hussars) tentent de prendre la ville de Le Mesnil-Patry en Normandie dans le cadre d'un mouvement en direction du sud, sur le flanc droit de la ville de Cheux, vers les hauteurs (Hill 107), ceci faisant partie de la stratégie pour prendre la ville de Caen. La bataille s'achève par une victoire des Allemands qui parviennent à repousser les blindés M4 Sherman alliés à l'aide de leurs Panzerfaust et de leurs Panzerschreck. Après la retraite des blindés canadiens, les Allemands commencent la recherche d'éventuels survivants et exécutent sommairement sept prisonniers de guerre canadiens dans des crimes de guerre en violation de la Convention de Genève de 1929, enterrés par la suite dans une fosse commune creusée par les habitants de la ville.
Les soldats fusillés ou exécutés sommairement étaient (selon un rapport de la 1re Armée canadienne) :
- B49476 - Trooper Perry, C.J. - Canadian Armoured Corps
- B43258 - Serjeant McLaughlin, T. C. - Queen's Own Rifles of Can.
- ?????? - Rifleman Campbell, J.R. - Queen's Own Rifles of Can.
- B138240 - Rifleman Willet, C.L. - Queen's Own Rifles of Can.
- B138453 - Rifleman Cranfield, E. - Queen's Own Rifles of Can.
- B144191 - Corporal Cook, E. - Queen's Own Rifles of Can.
- B42653 - Rifleman Bullock, P. - Queen's Own Rifles of Can.

## Libération de la commune
Le Mesnil-Patry est finalement libérée par des éléments de la 49e division d'infanterie britannique (49th (West Riding) Infantry Division) le 25 juin 1944 pendant l'opération Epsom.

## Mémoire
Un odonyme local (rue du Onze-Juin-1944) rappelle cette bataille.